# De Plattfööt
De Plattfööt (hochdeutsch: Die Plattfüße) war eine niederdeutsch singende Folkgruppe aus Mecklenburg-Vorpommern Sie wurde 1979 gegründet und bestand aus den Sängern und Gitarristen Peter Wilke und Klaus Lass.

## Geschichte
Wilke und Lass stammen aus Rostock und sind seit einigen Jahren in Schwerin (Wilke) und Rostock-Warnemünde (Lass) beheimatet. Das Duo gab es ab 1979. Der Name entstand, weil sie mit „Platt“ durch die Gegend zogen. Ihre Musik ist ein Mix aus Folk, Blues und Countrymusik, und ihre Texte orientieren sich an den fröhlichen niederdeutschen Gedichten von Rudolf Tarnow und Fritz Reuter.
Für Rundfunk, Fernsehen und Schallplatte wurden über 100 Titel produziert. Bis zur Auflösung im Jahr 2013 entstanden vier LPs und sieben CDs, zuletzt die zu Ostern 2008 veröffentlichte CD Ümmer noch eenmol. Die bekanntesten Hits sind Disco up’n Dörp, Fru Püttelkow ut Hagenow und De Isenbahnboomupundaldreier.
Durch jahrelange Medienpräsenz und zahlreiche Live-Auftritte auch in Schweden, Österreich und Singapur ist De Plattfööt einem breiten Publikum bekannt. Das Duo wurde mit dem Fritz-Reuter-Kunstpreis ausgezeichnet.
Die Entscheidung als Plattfööt nicht mehr aufzutreten, trafen die beiden Künstler in den letzten Tagen des Jahres 2012.
Seit 2013 ist Klaus Lass als Solokünstler unter dem Namen „De Plattfoot Klaus“ tätig.
Das Motto der Band lautete: „Kort is dien Leben un lang’ büst du dod. Minsch, blot nich argern, ne, lachen deit good!“ (Rudolf Tarnow, deutsch: Kurz ist dein Leben, und lange bist du tot. Mensch, bloß nicht ärgern, nein, lachen tut gut!)

## Diskografie
- 1981: Disco up’n Dörp (Single)
- 1982: Platt for ju (Album)
- 1983: Remmi Demmi (Single)
- 1985: Songs ut Meckelbörg (Album)
- 1989: Wenn du ok Plattfööt hest (Album)
- 1991: God’n Dag ok (Album)
- 1992: Hubertusjagd (Single)
- 1993: Wat is denn dat?? (Album)
- 1995: Evergreens des Nordens (Album)
- 1997: Rolf mit’n Golf (Single)
- 1998: Wat is dat Schönst’ an Wihnachten (Album)
- 1999: Ierst mal ganz langsam (Album)
- 1999: Nie wieder Mallorca! (Single)
- 2000: 20 Best of Plattfööt (Album)
- 2005: Kofferradio (Album)
- 2008: Ümmer noch eenmol (Album)